# The Faces
Faces (nebo i The Faces) je britská rocková skupina, která vznikla z kapely Small Faces poté, kdy z ní odešel Steve Marriott do formace Humble Pie. Zbylí členové Small Faces - Ronnie Lane (baskytara), Ian McLagan (klávesy) a Kenney Jones (bicí a perkuse) - se spojili s bývalými členy skupiny The Jeff Beck Group Ronem Woodem (kytara) a Rodem Stewartem (zpěv) a začali vystupovat pod novým názvem Faces.
Skupina Faces vydala čtyři studiová alba a do podzimu roku 1975 jezdila pravidelně na koncertní turné. Rod Stewart při tom rozvíjel svou sólovou kariéru a kytarista Ron Wood začal v posledním roce hrát s kapelou Rolling Stones, ke které se později připojil.

## Historie

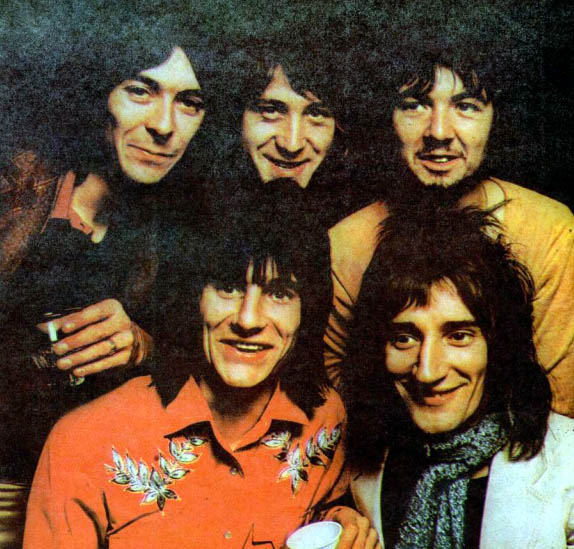
THe Faces v roce 1971

Poprvé spolu budoucí členové Faces spolupracovali ve formaci Quiet Melon, ve které hrál také starší bratr Ronnieho Wooda Art Wood a Kim Gardner. Nahráli čtyři skladby a v květnu 1969 zahráli pár koncertů během Woodovy a Stewartovy pauzy u The Jeff Beck Group.  Toho léta se Wood a Stewart rozešli s Beckem a připojili se k Laneovi, McLaganovi a Jonesovi.
S příchodem Wooda a Stewarta vynechali v názvu kapely slovo "small", částečně proto, že nově příchozí byli značně vyšší (Wood měřil 175 cm a Stewart 175,5 cm), než tři původní členové Small Faces. Nahrávací společnost chtěla zachovat jejich starý název, protože doufala, že tím lépe využije předchozího úspěchu Small Faces. Kapela ale namítala, že změny ve složení kapely měly za následek, že nová kapela je od Small Faces velmi odlišná. Nakonec přistoupili na kompromis, že ve Spojených státech vyjde jejich debutové album jako album Small Faces a následující alba už pod jejich novým jménem.
V letech 1970-1975 jezdila kapela pravidelně na turné po Británii, Evropě a Spojených státech, která se v té době řadila mezi nejvýdělečnější. V roce 1974 jeli na turné i do Austrálie, na Nový Zéland a do Japonska. Mezi jejich nejúspěšnějšími písněmi byly "Had Me a Real Good Time", "Stay with Me", se kterou prorazili ve Spojeném království, "Cindy Incidentally" and "Pool Hall Richard". Když se Rod Stewart vydal na sólovou kariéru, kapela byla zastíněna jeho úspěchem. Zklamaný Ronnie Lane kapelu opustil v roce 1974. Později řekl, že důvodem jeho odchodu byla frustrace, že má malou možnost zpívat hlavní vokály.
Pár měsíců před Laneovým odchodem vyšlo poslední studiové album Faces Ooh La La. Leneovu roli baskytaristy převzal Tetsu Yamauchi (který nahradil Andyho Frasera u Free).
Následující rok bylo vydáno živé album Coast to Coast: Overture and Beginners. Kritici jej odsuzovali za špatnou kvalitu nahrávek a nepromyšlenost. Obsahovalo výběr z turné z roku 1974, první na kterém hrál Yamauchi. Kapela nahrála pár skladeb pro další studiové album, ale ztratila patřičné nadšení. Poslední věc, kterou Faces vydali, byl singl z roku 1974 "You Can Make Me Dance, Sing or Anything". V roce 1975 začal Wood pracovat s The Rolling Stones, což způsobilo mezi Stewartem a ostatními neshody. V prosinci kapela oznámila svůj rozpad.

## Diskografie

### Studiová alba
- 1970 - First Step
- 1971 - Long Player
- 1971 - A Nod Is as Good as a Wink...To a Blind Horse
- 1973 - Ooh La La

### Koncertní alba
- 1974 - Coast to Coast: Overture and Beginners

### Kompilace
- 1972 - Rod Stewart and the Faces
- 1976 - Snakes and Ladders / The Best of Faces
- 1999 - Good Boys... When They're Asleep
- 2004 - Five Guys Walk into a Bar...